# Tonia Couch
Tonia Couch (Plymouth, 20 maggio 1989) è una tuffatrice inglese.

## Biografia
Tonia inizia a praticare la disciplina dei tuffi nel 1999. Nel maggio del 2000, a soli otto mesi da quando ha iniziato, vince una medaglia d'oro nelle gare da 1 e 5 m ai National Age Group Championships che si sono tenuti a Southampton.
Nel febbraio del 2002 vinse il bronzo nella piattaforma 10 m donne ai Campionati Britannici.
Nel 2008 e nel 2009 si classifica ottava ai Giochi olimpici di Pechino 2008 e ai Campionati mondiali di nuoto di Roma (migliori risultati per una donna inglese negli ultimi vent'anni).
È allenata da Andy Banks.

## Palmarès
- Europei/tuffi

Eindhoven 2012: oro nel sincro 10m.
Rostock 2013: argento nel sincro 10m.
Londra 2016: argento nella piattaforma 10m.
- Coppa del Mondo di tuffi

Londra 2012: bronzo nel sincro 10 m.
Rio de Janeiro 2016: bronzo nel sincro 10m.
- Giochi del Commonwealth

Glasgow 2014: argento nel sincro 10m.

## Competizioni
| Competition                                    | 2003 | 2004 | 2005 | 2006 | 2007 | 2008 | 2009 |
| ---------------------------------------------- | ---- | ---- | ---- | ---- | ---- | ---- | ---- |
| Olimpiadi di Pechino, sincro 10 m              |      |      |      |      |      | 8th  |      |
| Olimpiadi di Pechino, piattaforma 10 m         |      |      |      |      |      | 8th  |      |
| FINA World Championships, 10 m                 |      |      |      |      |      |      | 8th  |
| World Championship, sincro 10 m                |      |      | 12th |      | 9th  |      |      |
| World Championship, piattaforma 10 m           |      |      | 25th |      | 25th |      |      |
| European Championship, piattaforma 10 m        |      |      |      | 6th  |      |      |      |
| Commonwealth Games, sincro 10 m                |      |      |      | 4th  |      |      |      |
| Commonwealth Games, piattaforma 10 m           |      |      |      | 7th  |      |      |      |
| European Champions Cup, sincro 10 m            |      |      | 4th  | 3rd  |      |      |      |
| FINA Diving World Series, sincro 10 m          |      |      |      |      | 4th  | 5th  |      |
| FINA Diving World Series, piattaforma 10 m     |      |      |      |      | 5th  |      |      |
| FINA Diving Grand Prix, piattaforma 10 m       |      |      | 5th  |      |      |      |      |
| World Cup, piattaforma 10 m                    |      |      |      | 4th  |      |      |      |
| World Junior Championship, piattaforma 10 m    |      | 19th |      |      |      |      |      |
| European Junior Championship, piattaforma 10 m | 17th | 10th | 8th  |      |      |      |      |